# HD 18742
Désignations
HD 18742, officiellement nommée Ayeyarwady, est une étoile sous-géante de la constellation de l'Éridan. Elle est distante d'environ ∼ 533 a.l. (∼ 163 pc) de la Terre.

## Système planétaire
Une exoplanète est en orbite autour de cette étoile, c'est HD 18742 b, également nommée Bagan.
| Planète | Masse          | Demi-grand axe (ua) | Période orbitale (jours) | Excentricité    | Inclinaison | Rayon    |
| ------- | -------------- | ------------------- | ------------------------ | --------------- | ----------- | -------- |
| b       | 3,4 (± 1,2) MJ | 1,82 (± 0,14)       | 766 (± 25)               | 0,040 (± 0,035) |             | 1,166 RJ |